# Unión Eucarística Reparadora

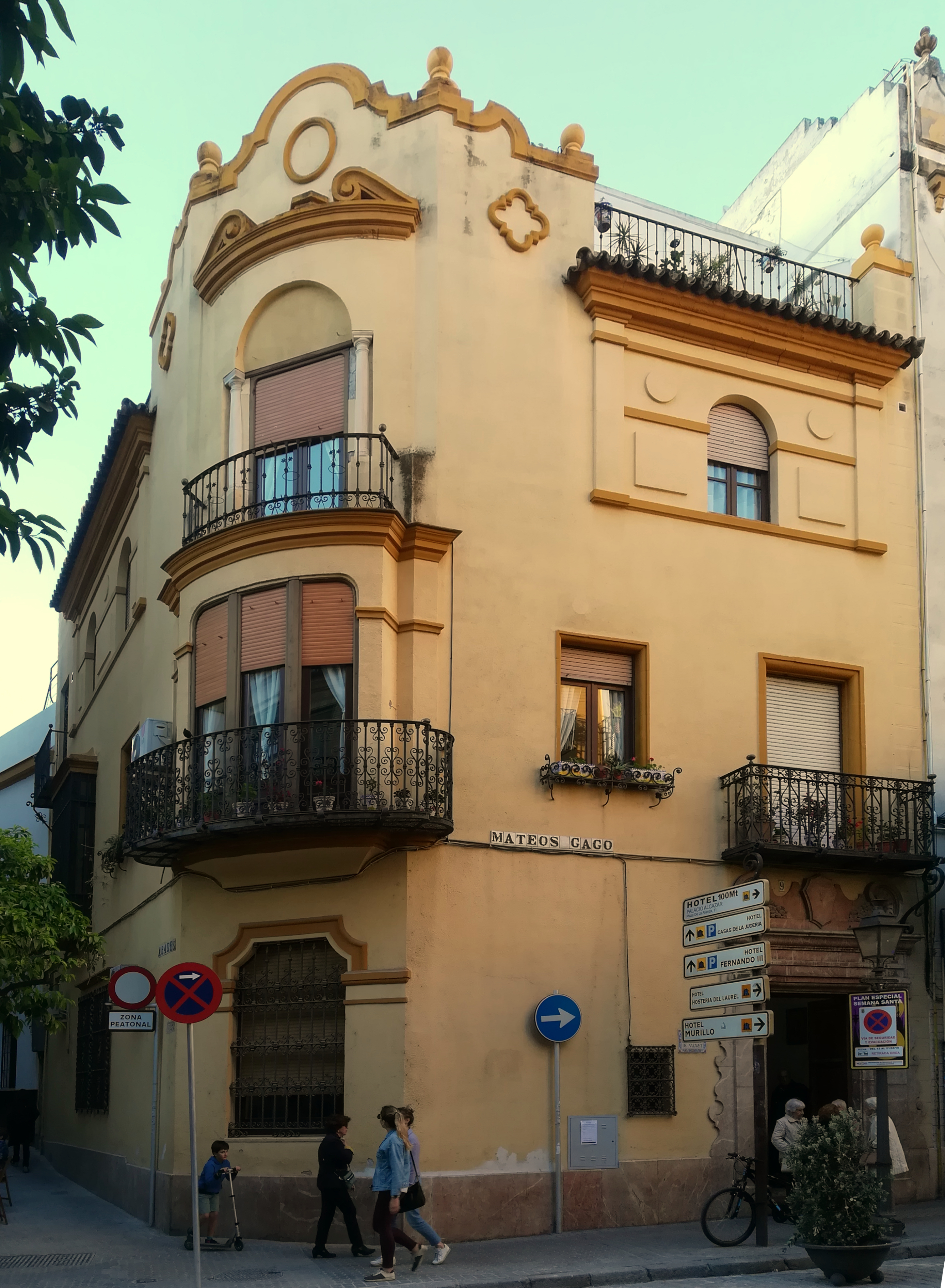
Casa de las Misioneras Eucarísticas de Nazaret en el barrio Santa Cruz de Sevilla.

La Unión Eucarística Reparadora abarca un conjunto de agrupaciones religiosas destinadas a dar culto a la Eucaristía.

## Historia

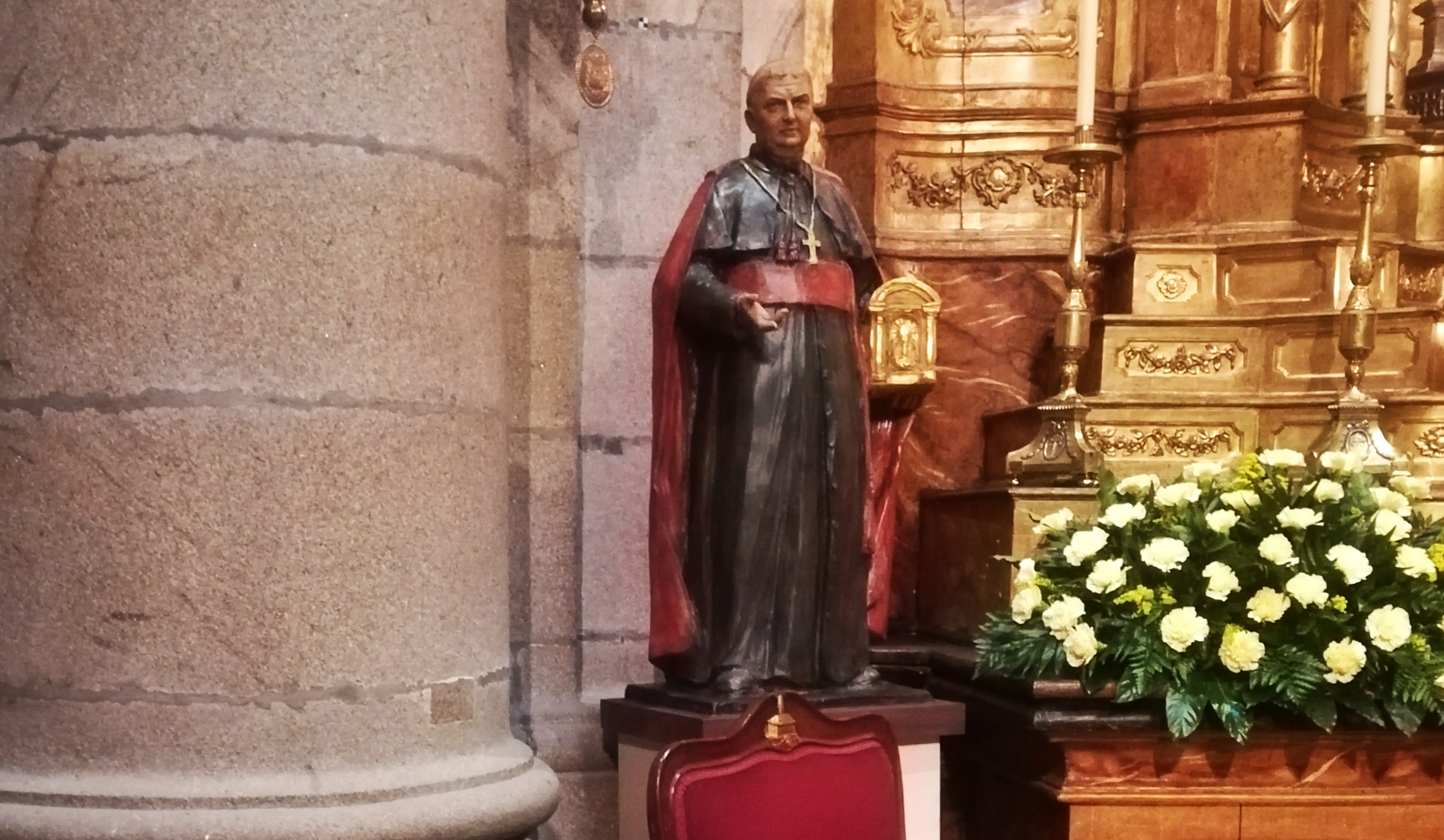
San Manuel González. Sagrario de la Catedral de Santiago de Compostela.

El fundador es san Manuel González García. El 16 de junio de 1902 fue nombrado arcipreste de Huelva. El 8 de noviembre de 1907 fundó la revista El Granito de Arena.
El 4 de marzo de 1910 fundó la Obra de las Marías de los Sagrarios, de mujeres seglares, centrada en el culto al Santísimo Sacramento en los Sagrarios. El título hace referencia a las Tres Marías que acompañaron a Jesús en el Calvario. En abril de 1911 fundó los Discípulos de San Juan, para hombres seglares, con el mismo propósito. El título hace referencia al apóstol que estuvo en el Calvario con las Tres Marías. El 2 de octubre de 1912 fundó los Juanitos del Sagrario, para los niños.
En 1911 escribió el Reglamento de la Obra de las Marías de los Sagrarios y Discípulos de San Juan y en 1913 el Manual de las Marías y de los Discípulos de San Juan. Estas organizaciones pasaron a ser parte de la Pía Unión de los Sagrarios Calvarios.
La Obra de las Marías de los Sagrarios se extendió por las diócesis de España, Portugal, Italia y Bélgica. El primer país americano en donde se establecieron fue Cuba, en 1913. Posteriormente, se establecieron en Argentina, Puerto Rico, Ecuador, Perú, Venezuela y México.
El 6 de diciembre de 1915 el papa Benedicto XV nombró a Manuel González obispo auxiliar de Málaga. El 9 de enero de 1918 fundó los Misioneros Eucarísticos Diocesanos, para sacerdotes. El 1 de febrero se aprobó la instrucción pastoral de esta obra.
El 22 de marzo de 1920 el papa Benedicto XV lo nombró obispo de Málaga. El 3 de mayo de 1921 fundó las Misioneras Eucarísticas de Nazaret, para religiosas consagradas.
En junio de 1933 fundó en Madrid las Marías Auxiliares Nazarenas, para mujeres seglares consagradas. Posteriormente se le llamó Misioneras Eucarísticas Seglares de Nazaret.
En 1960 se aprobaron los estatutos de la Pía Unión de los Sagrarios Calvarios.
El 4 de marzo de 1986 fueron aprobados unos nuevos estatutos. En ellos se establece que:

La Obra para los Sagrarios Calvarios comprende estas secciones: a. Marías de los Sagrarios y Discípulos de San Juan; b. Juventud Eucarística Reparadora; c. Reparación Infantil Eucarística (Niños Reparadores). Su conjunto da razón al nombre de Unión Eucarística Reparadora, UNER

El 5 de agosto de 1935 el papa Pío XI lo nombró obispo de Palencia.
El 1 de enero de 1937 fundó la revista infantil Reine.
En 1939 fundó la Juventud Eucarística Reparadora, para jóvenes.

## Organización
Para laicos:
- Marías de los Sagrarios, para mujeres seglares, fundada en 1910.
- Discípulos de San Juan, para los hombres seglares, fundada en 1911.
- Reparación Infantil Eucarística, para niños, fundada en 1912.
- Juventud Eucarística Reparadora, para jóvenes, fundada en 1939.
- Matrimonios UNER.

Para consagrados:
- Misioneros Eucarísticos Diocesanos, para sacerdotes, fundada en 1918.
- Misioneras Eucarísticas de Nazaret, para religiosas, fundada en 1921.
- Misioneras Eucarísticas Seglares de Nazaret, para mujeres seglares consagradas, fundada en 1933.